# تشيت جونسون
تشيت جونسون (بالإنجليزية: Chet Johnson)‏ هو لاعب كرة قاعدة أمريكي، ولد في 1 أغسطس 1917 في ريدموند في الولايات المتحدة، وتوفي في 10 أبريل 1983 في سياتل في الولايات المتحدة.

## وصلات خارجية
- تشيت جونسون على موقعبيزبول رفرنس.كوم (الدوري الرئيسي) (الإنجليزية)